# 德胜门站
德胜门站，位于今北京市西城区德胜门箭楼东南侧，1958年拆除。

## 简介
德胜门站是北京环城铁路的车站。1915年6月16日，北京开始兴建环城铁路，自西直门站经德胜门站、安定门站、东直门站、朝阳门站至东便门站沟通京奉铁路，终点是正阳门东站。沿线经过的各城门瓮城城墙全部拆除，仅保留箭楼及部分整修过的城墙。1916年1月1日，环城铁路全线建成通车。
德胜门站刚通车时，德胜门城楼尚未拆除，而德胜门瓮城已拆除。德胜门站站房位于北京内城德胜门城楼东北侧，德胜门箭楼东南侧，德胜门瓮城旧址以东，北京内城城墙北侧不远处。德胜门站以西，在德胜门城楼和箭楼之间中央设有铁路道口，德胜门的祈雪碑亭（1920年代拆除）靠近该铁路道口西北角。
1954年7月，北京铁路管理局根据北京市人民政府的城市建设总体规划，计划封闭北京环城铁路的德胜门站、安定门站、东直门站、朝阳门站，以便减少环城铁路对北京城市地面交通的影响。1958年开始，西直门站至广安门站的铁路联络线停用，并改建北京环城铁路，拆除了从西直门站经德胜门站、安定门站、东直门站至朝阳门的铁路。